# Dorfkirche Niederwerbig

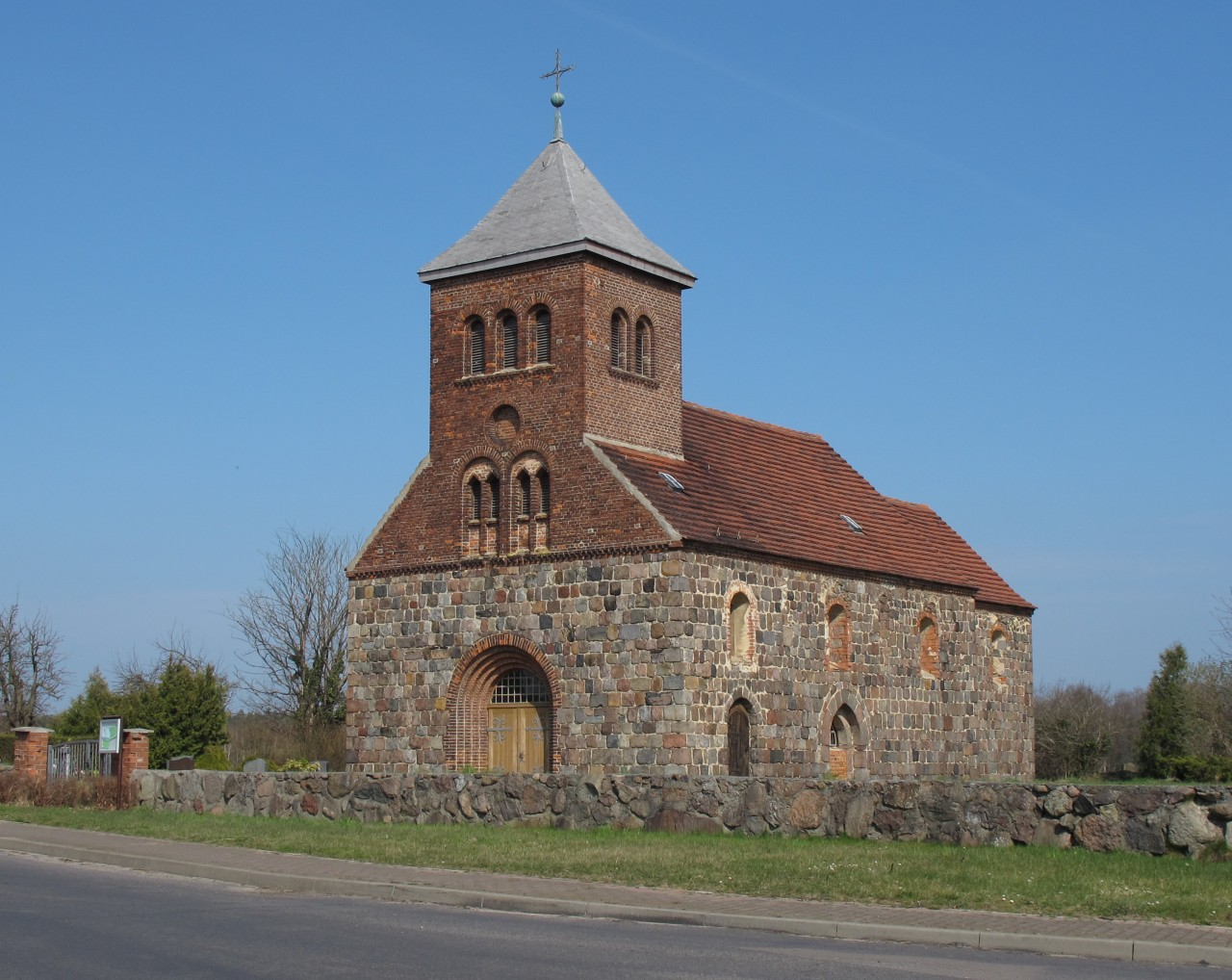
Dorfkirche Niederwerbig

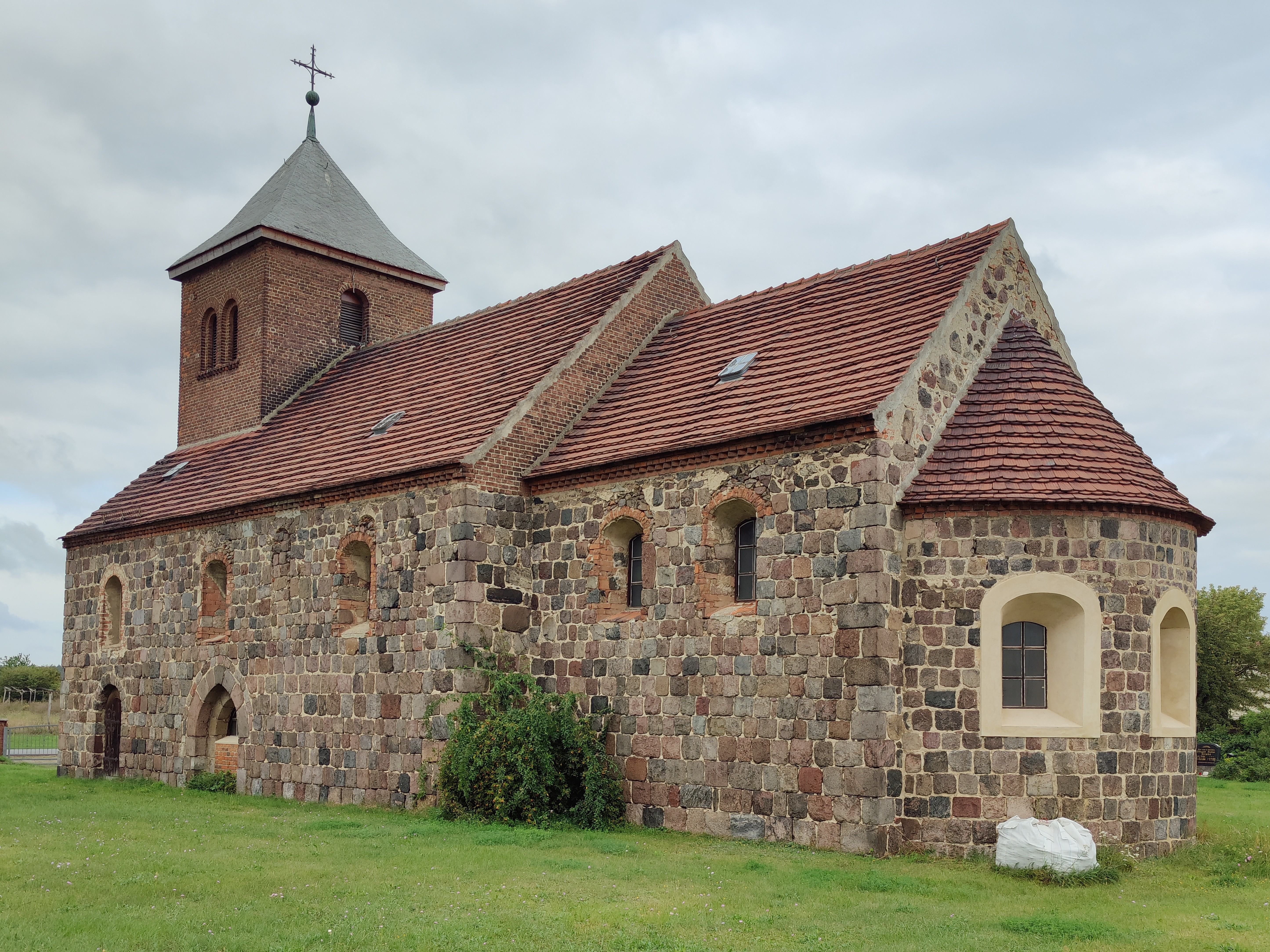
Südostansicht

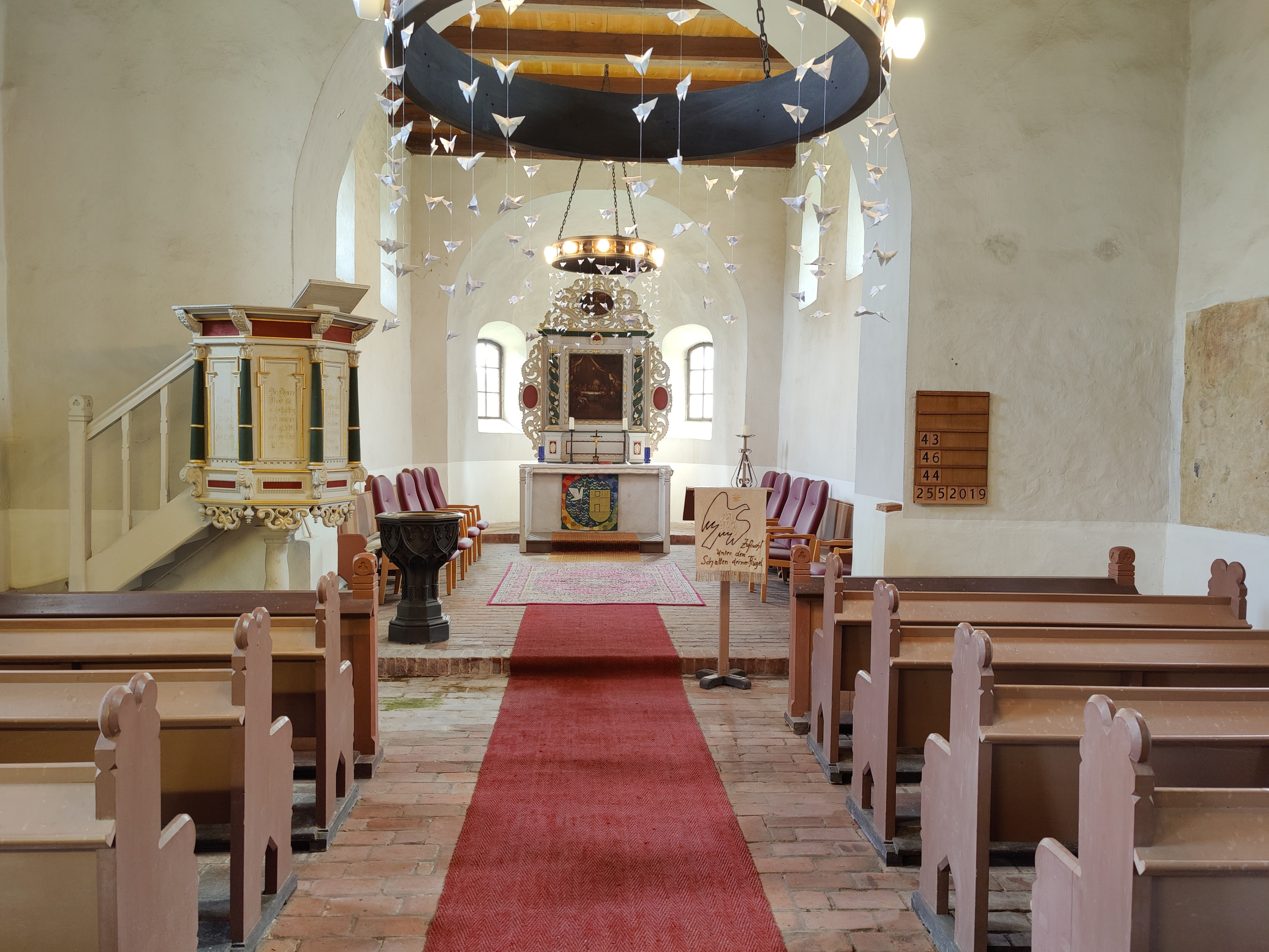
Innenansicht nach Osten

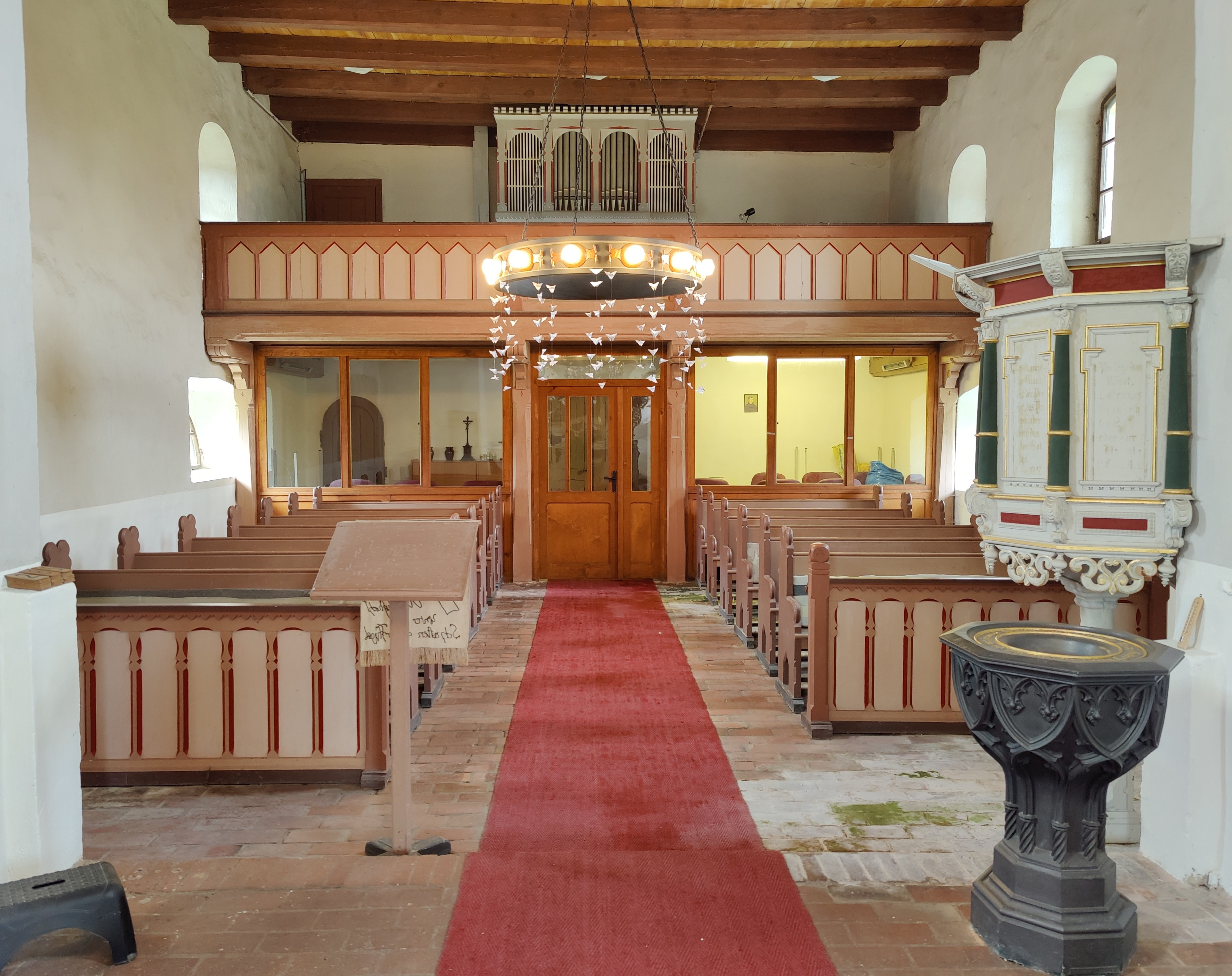
Innenansicht nach Westen

Die evangelische Dorfkirche Niederwerbig ist eine spätromanische Saalkirche im Ortsteil Niederwerbig der Gemeinde Mühlenfließ im Landkreis Potsdam-Mittelmark in Brandenburg. Sie gehört zur Kirchengemeinde Schlalach im Evangelischen Kirchenkreis Mittelmark-Brandenburg der Evangelischen Kirche Berlin-Brandenburg-schlesische Oberlausitz.

## Geschichte und Architektur
Die Dorfkirche ist ein langgestreckter spätromanischer Saalbau aus sorgfältig bearbeiteten Feldsteinquadern mit eingezogenem, rechteckigem Chor und Apsis aus dem zweiten Viertel des 13. Jahrhunderts. Im Jahr 1893 erfolgte eine Restaurierung und die Errichtung des neuromanischen Dachturms aus Backstein über dem erneuerten Westgiebel; sie bildete das Vorbild für dessen Neubau nach einem Brand im Jahr 1975. Die Fenster sind alle neuzeitlich, von den ursprünglich kleinen Rundbogenfenstern sind nur noch zugemauerte Reste zu erkennen; auf der Südseite gab es zwei rundbogige Portale und ein spitzbogiges Stufenportal, die alle zumindest teilweise zugesetzt sind. Die hinter einem Rosenstrauch versteckte, rundbogige Priesterpforte wird wegen ihres monolithischen, rundbogigen Sturzes als einmalig in der Region angesehen. Das Innere wird mit einer Balkendecke abgeschlossen und wird durch den runden Triumphbogen und eine Apsiskalotte bestimmt. Im Westen ist eine neugotische Empore eingebaut. An der südlichen Schiffswand sind Reste einer ursprünglich friesartigen Wandmalerei zu finden, die wohl vom Anfang des 16. Jahrhunderts stammt; erkennbar sind noch die Darstellungen von Sündenfall und Vertreibung aus dem Paradies.

## Ausstattung
Das Hauptstück der Ausstattung ist ein hölzerner Altaraufsatz vom Anfang des 18. Jahrhunderts, vergleichbar mit den Altären in Alt Bork, Jeserig bei Niederwerbig, Preußnitz und Schwanebeck mit einem Abendmahlsgemälde zwischen gewundenen Weinlaubsäulen, in den vegetabilen Schnitzwangen und im Aufsatz ovale Medaillons. Etwa gleichzeitig wurde die hölzerne Kanzel geschaffen, der polygonale Korb ist mit Ecksäulchen und sparsamem Ornament versehen.
Die Orgel ist ein Werk von Friedrich Wilhelm Lobbes aus dem Jahr 1893 mit sechs Registern auf einem Manual und Pedal, das im Jahr 1964 durch Sauer Orgelbau in der Disposition geändert und 1974 durch die Firma Mitteldeutscher Orgelbau Voigt restauriert wurde. Die Disposition lautet:
| Manual C–f3   |    |
| Gedackt       | 8′ |
| Prinzipal     | 4′ |
| Rohrflöte     | 4′ |
| Oktave        | 2′ |
| Mixtur III-IV |    |

| Pedal C–d1 |     |
| Subbass    | 16′ |

- Pedalkoppel